# بنزوين
البَنْزُوين هو مركب عضوي صيغته الكيميائية PhCH(OH)C(O)Ph وهو كيتون هيدروكسيلي، مرتبط بمجموعتي فينيل. يكون البنزوين على هيئة بلورات ذات لون أبيض فاتح، وله رائحة خفيفة تشبه رائحة الكافور. وينتج البنزوين من البنزلديهيد في تكاثف البنزوين، وهو مركب متماكب ضوئياً ويتواجد على شكل زوجين متخايلين، (R) بنزوين، و(S) بنزوين.
ولا يدخل البنزوين في تكوين الراتينج بنزويني المستخرج من الأشجار البنزوينية (الأصطركيات) حيث أن المادة المكونة لها هي حمض البنزويك.

## التاريخ
ورد ذكر البنزوين لأول مرة سنة 1832 عن طريق يوستوس فون ليبيغ وفريدرش فولر في أبحاثهما المتعلقة بزيت اللوز المر، وهو بنزلديهيد مع كمية قليلة من حمض الهيدروسيانيك أما الإنتاج المحفز بواسطة تكاثف البنزوين فقد طوره نيكولاي زينين أثناء تواجده مع ليبيغ.

## الاستخدامات
يستخدم البنزوين بشكل اساسي كمادة بادئة لإنتاج البنزل، وهو بادئ ضوئي، وتسير عملية التحول عن طريق التأكسد العضوي باستخدام أيون النحاس الثنائي، أو حمض النتريك، أو الأوكسون. وقد أجري هذا التفاعل في إحدى الدراسات باستخدام الأكسجين الجوي وقاعدة ألومينا في ثنائي كلورو الميثان.

## التحضير
يحضر البنزوين بواسطة البنزلديهيد بواسطة تكاثف البنزوين.

## روابط خارجية
Benzoin synthesis, Organic Syntheses, Coll. Vol. 1, p. 94 (1941); Vol. 1, p. 33 (1921)